# Németújvár
Németújvár (németül Güssing, horvátul Novigrad) kisváros Ausztriában, Burgenland tartományban. A Németújvári járás székhelye.

## Fekvése
Felsőőrtől 38 km-re délre, Körmendtől 24 km-re nyugatra, Szombathelytől 46 km-re délnyugatra fekszik, Dél-Burgenland legjelentősebb települése. Békafalu, Kiskolozsvár, Orbánfalu és Várszentmiklós települések tartoznak hozzá. Ma már csak közúton közelíthető meg: Felsőőr felől a B57 főúton, a Pinka völgyéből a B56 főúton. Körmend felől Pinkamindszent érintésével a B56a főúton, Szombathely felől Pornóapáti vagy Szentpéterfa irányából a legrövidebb az útvonal.
A kataszteri közösségek Kiskolozsvár, Güssing, Békafalu, Várszentmiklós, Bányácska és Orbánfalu.

## Nevének eredete
A Szalónakkal összeolvadt egykori Óvárhoz viszonyítva kapta nevét, előtagja lakosságára utal. Német neve az ófelnémet Guzzinga névből ered, melynek eredeti jelentése Gozzo emberei. Egykor német neve alapján Küszénnek is nevezték.

## Története
1157-ben "Kiscen" 1198-ban "Novum Castrum", 1263-ban "Wywar" néven említik. A Héder nembeli Wolfer II. Géza király és Gervasius győri püspök beleegyezésével 1157-ben kezdett favárat és bencés monostort építeni a mai Várhegyen. A monostort ellátta föld- és szőlőbirtokokkal és a pannonhalmi apát alá rendelte. Várát III. Béla király kezdte építeni 1180 körül a régi favár és kolostor helyén a nyugati határ védelmére, ezért a szerzeteseket eltávolította. A vár védelmet nyújtott a tatárok ellen. A 13. században a Németújvári grófok birtoka volt. 1289. november 1-jén Albert osztrák herceg foglalta el. 1459-ben itt találkoztak a Mátyás ellen összeesküvő főurak. 1495-ben a királyi seregek ostromolták, mire az meghódolt. 1524-től II. Lajos király adományából a Batthyány család birtoka. A török harcokban fontos szerepe volt, a 18. századra azonban jelentősége megszűnt és 1778-tól falait bontani kezdték.

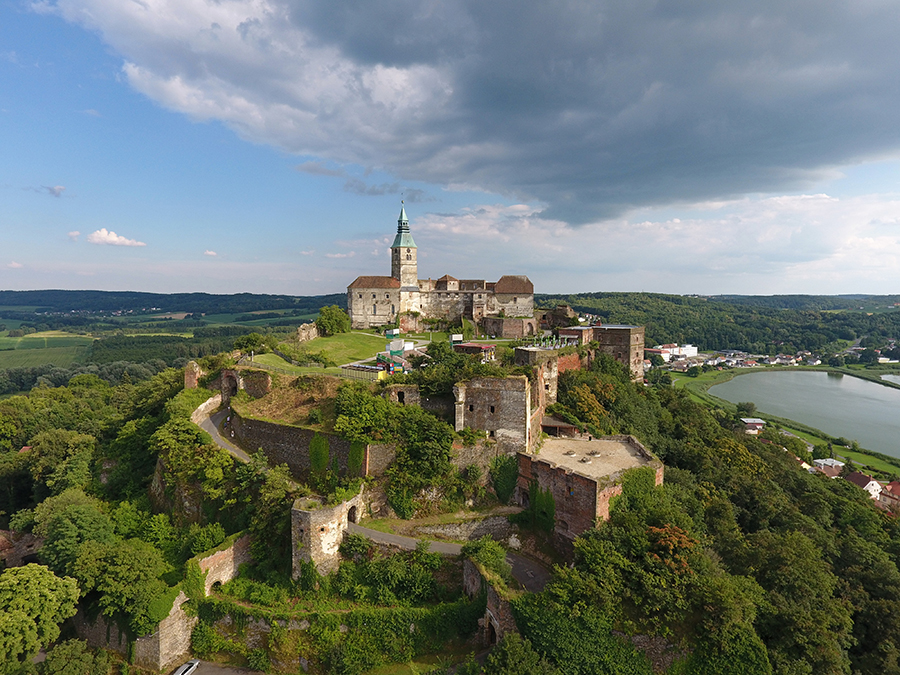
Németújvár – Güssing – légi fotó

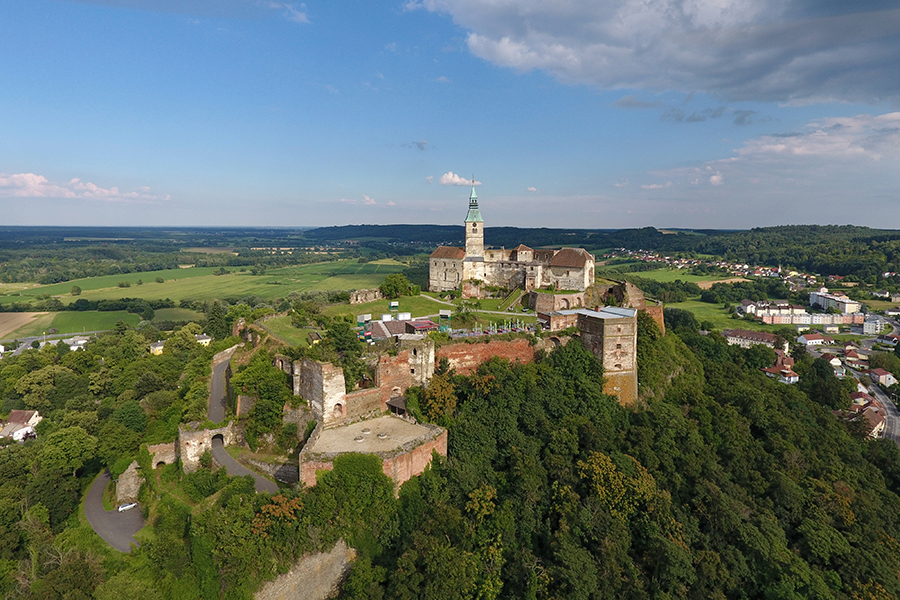
Németújvár – Güssing – légi felvétel

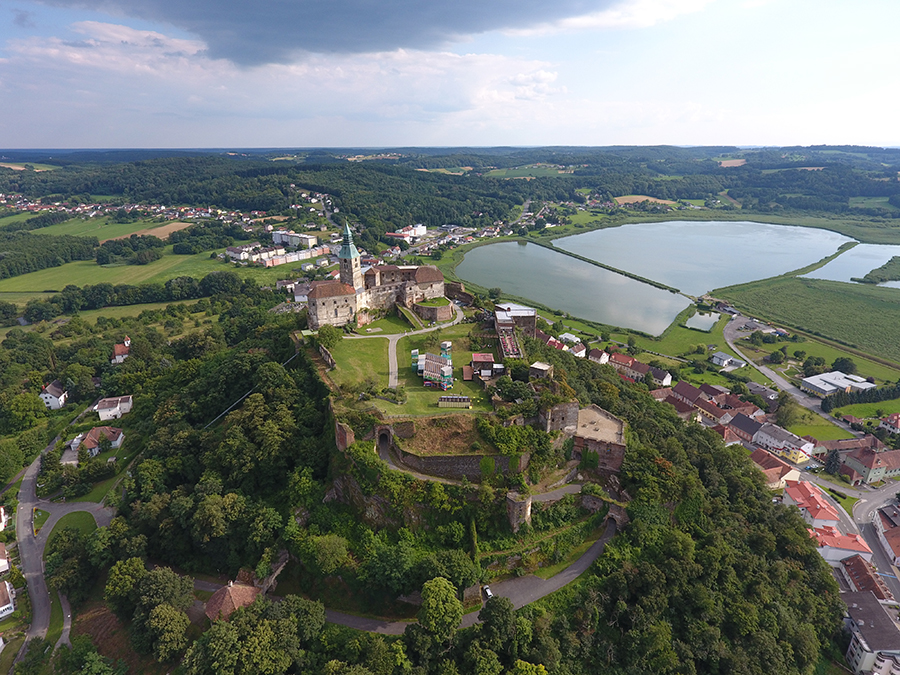
Németújvár – Güssing a magasból

A vár alatti települést 1427-ben Civitas Wywar alakban már városként említik. Plébániatemploma már 1200 körül felépült, Szent Jakab tiszteletére szentelték. Királyi vám és harmincadszedő hely volt. 1459-ben Hunyadi Mátyás király a németújvári uradalmat hívének, Újlaky Miklós erdélyi vajdának adta. Még ebben az évben a király Újlaky kérésére polgárait és jobbágyait minden vám és harmincad kötelezettségük alól felmentette. 1519-ben Újlaky Lőrinc ágoston-rendi szerzeteseket telepített ide, akik részére a Boldogságos Szűz tiszteletére kolostort épített. 1524-ben Újlaky halála után Németújvár Batthyány birtok lett. 1532-ben a török a várost felgyújtotta, de a várral nem boldogult. 1569-ben a reformáció hatására Batthyány Boldizsár elűzte a szerzeteseket, a kolostort pedig lefoglalta és átadta a protestánsoknak. A részben romos kolostor ezt követően iskolaként működött. 1582-ben Batthyány Boldizsár támogatásával kezdte meg működését Németújváron Manlius nyomdája, amely három év alatt 16 könyvet adott ki a várban. Közülük nyolc magyar, a többi latin, illetve német nyelvű munka volt. Batthyány Ádám miután visszatért a katolikus hitre elhatározta új kolostor a templom felépítését, melyeket 1648-ban a ferences barátoknak adott át. A kolostor templomát 1652-ben szentelték fel. 1683-ban Németújvár Batthyány Ádámmal és Kristóffal Thökölynek meghódolt, Bécs felmentése és a törökök visszavonulása után azonban csakhamar visszatértek a király pártjára. A Rákóczi-szabadságharc alatt Batthyány Ferenc a király pártján maradt, noha a vasmegyei nemesség nagy része Rákóczihoz csatlakozott.
Fényes Elek szerint 

„Németujvár Güssing, német m. város, Vas vmegyében, ut. p. Szombathelytől dél-nyugotra 4 órányira, 1217 kath., 33 evang., 8 ref., 526 zsidó lak. Van itt ferenczi kolostor és szentegyház, melly alatt szemlélhetni az érdemekkel tündöklő Batthyáni nemzetség sirboltját, 1 synagóga, 1 gyógyszertár, 2 jó vendégfogadó, a várhegy alatt egy herczegi nyári mulató kastély, kellemes angolkerttel; vele határos a grófi kert. A számos zsidók gyapjuval, bőrökkel, gubacscsal élénk kereskedést folytatnak. De leginkább nevezetessé teszi e várost, magánálló hegyen épült vára. Hajdan ez határerősség lévén, nagyon megerősittetett, s még csak 80 évvel ezelőtt egész épségben lehete látni minden épületeivel, bástyáival, sánczaival és körülövedző posványaival, de már ma épületeinek csak néhány romjai láthatók, a posvány helyeken pedig viruló rétek mosolyganak. A maig is fennmaradt épületek közé tartoznak: 1.) a vártemplom. 2.) a vártornya harangokkal és órával, három csinos szobájában láthatni több régi hires férfiaknak érczből öntött mellképeit, számos apróbb festett képekkel együtt, mellyek közt a Hogarth torz darabja emlitésre méltó. 3) a családterem, 19 nagy formában levő, s ezen dicső nemzetségnek ugyanannyi elődeit ábrázoló képeivel. 4) a fegyvertár, nehány vasingekkel, paizsokkal, koplyákkal, egy igen régi zászlóval, pánczélos emberrel, stb. 5) a kősziklába vésett 45 öl mélységü kút. 6) a roppant urasági várpinczék. Mikor épűlhetett e vár, megtudni nem lehet; minthogy a fenmaradt épületek több különböző századokra mutatnak. Igy a templom alsó része világosan mutatja, hogy az még az ágyuk feltalálása előtt épittetett. Annyi azonban bizonyos, hogy már a legrégibb időkben sz. Benedek rendjének apátsága volt itt; mert IV. Béla ezt tőle elvevén, Vágh-Ujhelyet adta cserében 1263-ban. 1428-ban Zsigmond király Cseh László machói bánnak, 1459-ben Corvin Mátyás Ujlaky Miklós erdélyi vajdának, s végre e nemzetség kihaltával II. Lajos 1524-ben Batthyáni Ferencznek később horvátországi bánnak ajándékozta. E szép ajándéknak oka az volt, hogy Batthyáni Ferencz, Frangepán Kristóffal együtt Uzreff basát, ki Keglevics Pétert Jaiczában beszorítva tartotta, ugyancsak Jaicza alatt kegyetlenül összetörte, s tőle 60 zászlót, és tömérdek prédát zsákmányozott el. – Most a vár feje egy uradalomnak, melly egyik a legnagyobbak közül hazánkban, mert ehhez 59 helység, és 30,000 lakos tartozik. Az 59 helység közül 11-et a herczeg és grófi ág bir. A vár és mező-város közös. Fele az uradalomnak hegy, völgy, s földe többnyire sárga kemény agyag, kivévén a Lapincs mellékét, hol fekete és jó termékenységü. Lakosai igen szorgalmatosak, s bár nagy fáradsággal, de még is szép buzát, sok hajdinát, dohányt, lóherét, kevés kukoriczát termesztenek. A bortermesztés szinte fő ága az élelem módjának. Erdeje 30,000 holdat borit el, s fele az uraságé, fele a lakosoké. Fő fanemek: igen szép tölgy és bikk, vörös fenyő, a többi cser; közönséges fenyő, nyár, gyertyán stb.”

1910-ben 2184 lakosából 1175 német és 984 magyar volt. A trianoni békediktátumig Vas vármegye Németújvári járásának székhelye volt. Egyedül Nemesmedves kisközség maradt meg Trianon után a Németújvári járásból.
2001-ben 27 199 lakosából 23 821 német, 2489 horvát, 302 magyar, 34 cigány, 23 szlovén, 15 szlovák, 14 cseh volt.
A Körmend–Németújvár-vasútvonal 1899. szeptember 1. nyílt meg 23 km hosszan. A második világháború után a vasútvonal 11 km-es szakaszának jövője kilátástalanná vált, mert kapcsolata más osztrák vonalakkal nem volt. Magyar oldalon 1959. szeptember 30-áig maradt fenn a forgalom, majd a pályát a teljes szakaszon elbontották. Az egykori vasútvonal nyomvonalát követi a mai B56-os főút Strém irányába. Egykori felújított vasútállomása ma is áll.
Kórházát 1900-ben alapították, mint 40 ágyas közkórház. Vas vármegyében ezen kívül csak Muraszombatban és Kiscellben működött közkórház, a többi magánkórház volt. A ma 145 ágyas kórházat 1993-tól a Burgenländischen Krankenanstalten-Ges.m.b.H (Burgenlandi Egészségügyi Intézmény Kft) üzemelteti és fejlesztésére 12,5 millió eurót költöttek.
Gazdasági erejét a faipar adta, amelyhez az árut normál és keskeny nyomtávolságú vasúton szállították. Újhegy és Nád felé 1913–1921 között működött a kisvasút. 1913-ban alapították a Magyar Általános Kőszénbánya Társulat Tatabánya németújvári faüzemét, majd később a 40 főt foglalkoztató Schmergel és Cohn Fűrészüzemet. Ma a kereskedelemre, a megújuló és újrahasznosítható energiákra alapozza gazdaságát.
1914-ben a vár alatt létesültek a 65 hektár nagyságú területet magába foglaló halastavak. Azóta a Hoffman család üzemelteti a tavakat, ahol csuka, fogassüllő, ponty és harcsafélék nevelésével foglalkoznak.
Németújvárt városi rangra 1973-ban emelték.
A Batthyány család révén egykor szoros gazdasági és kulturális kapcsolata volt Körmenddel, azonban a vasfüggöny ezeket elvágta. A két közeli város közötti közlekedési kapcsolat megnyitására 2004. május 1-jéig várni kellett, amikor a Pinkamindszent–Szentkút átkelőhely megnyílt, majd 2007-ben a határellenőrzés is megszűnt.

### A németújvári zsidók története
A településen 1750-ben 18 zsidó családot tartottak nyilván, 1857-ben már a lakosság 40,5%-át alkották (750 fő). Számuk ezt követően a szabad lakhelyválasztás lehetősége miatt csökkenésnek indult, az utolsó zsidó 1938 júniusában hagyta el a települést. A községben 1837–38-ban a Batthyányak támogatásából épült fel a zsinagóga, amelyet száz évig használtak, majd felgyújtottak. Ezt követően a nemzeti szocialisták tornateremként és ünnepségekre használták a gyülekezés házát. Az épületet végül 1953-ban elbontották. A helyén áll a mai Városháza, falában a múltat időző emléktáblával. A zsidó temetőt 1799-ben, egyes források szerint 1811-ben a Batthyányak segítségével alapították. 1938-ban lerombolták, majd nagyrészét felparcellázták. Az értékesebb sírköveket Grazba vitték, majd 2001-ben a temető felújításakor visszahozták őket. A temetőt ma a grazi Zsidó Hitközség tartja fent.

## Politika
A városi tanácsnak (Gemeinderat) 25 tagja van.

## Kultúra
500 éve, hogy kulturális centrum Németújvár. A színház mindig is fontos szerepet játszott itt, a várszínház mai is biztos kulturális rendezvénye a városnak. A helyi gimnáziumi tanulói együttműködve a magyar iskolásokkal – elsősorban Szombathelyről – az ismertebb musicalek előadásaival sok látogatót vonzanak ide.

## Nevezetességei
- A tájból kiemelkedő vulkanikus eredetű hegyen álló vára az egész környéket uralja impozáns látványával. A vármúzeumban 400 év történetét bemutató kiállítás látható.
- A gótikus várkápolna neogótikus főoltárával. Orgonája 1570 körül készült, ez Közép-Európa legrégibb orgonája.
- A temetőben álló Szent Jakab-plébániatemplom 1200 körül épült.
- A ferencesek Sarlós Boldogasszony-templomát 1652-ben, a kolostort 1649-ben gróf Batthyány Ádám építtette a korábbi lerombolt ágoston-rendi kolostor helyén. A templom alatt található a Batthyány család sírboltja. Itt található a 2003-ban boldoggá avatott Batthyány-Strattmann László herceg sírja is. A kolostornak gazdag, mintegy 3500 kötetet számláló könyvtára van.
- A Draskovich-kastély 1804-ben épült klasszicista stílusban, kápolnájában 1469-ben készített gótikus szárnyasoltár áll.
- A régi uradalmi malom épületében két múzeum is található. Az egyik a Kivándorlók Múzeuma, mely a Burgenland területéről a 19. és 20. században főként a tengerentúlra kivándorolt mintegy 9000 embernek állít emléket. A másik múzeum az 1860-ban itt született Josef Reichl költő emlékére nyílt meg.

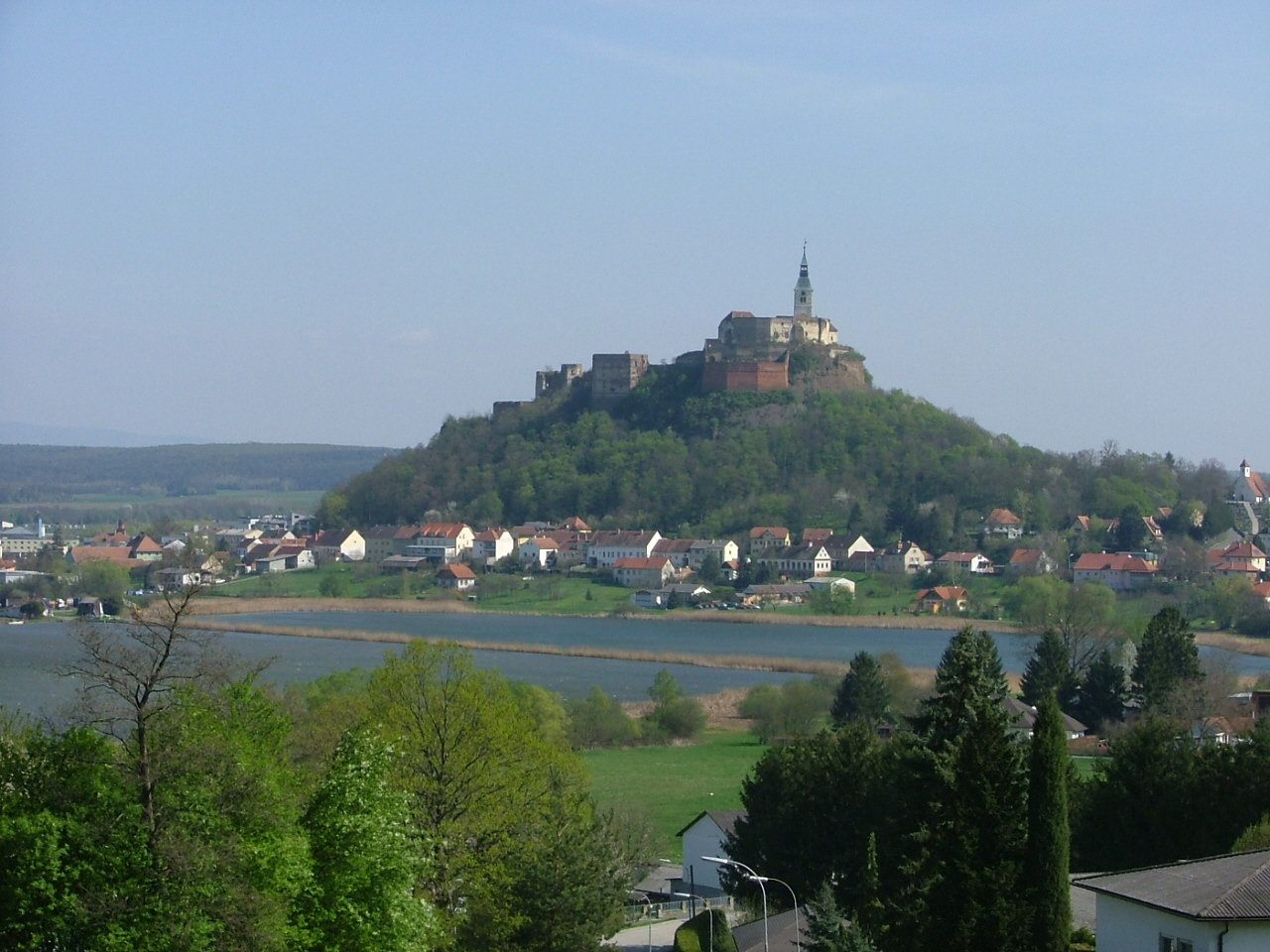
Németújvár a Várheggyel és Halastóval a B57 főútról

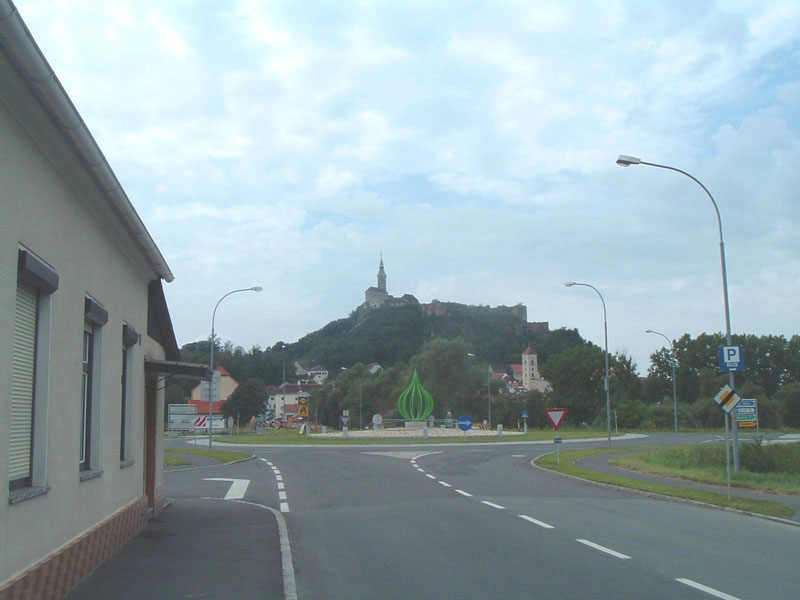
Németújvár a Várheggyel. A kép bal szélén Csákányi László szülőháza látható.

- A város 1996 óta a Megújuló Energiák Európai Központja (EEE, Europäisches Zentrum für erneuerbare Energie).

## Híres emberek
- Itt született 1532-ben Beythe István botanikus.
- Itt hunyt el 1566-ban Batthyány Ferenc horvát bán, aki I. Ferdinándtól kapta a települést adományul.
- Itt tanult 1578–1580 között Wathay Ferenc költő, katona.
- Itt született 1704. április 1-jén Faludi Ferenc költő, szülőháza helyén álló házon emléktábla van.
- Itt született 1741. június 30-án gróf Batthyány Ignác erdélyi római katolikus püspök, a gyulafehérvári könyvtár és nyomda alapítója.
- Itt született 1898. december 31-én Nagy Jenő honvédezredes, az 1944-es ellenállási mozgalom egyik vezetője és vértanúja.
- Itt született 1921. január 13-án Csákányi László színművész.